# Hans Segerfeldt
Hans Olov Segerfeldt, född 17 juli 1960 i Enskede församling i Stockholm, är en före detta svensk friidrottare (långdistanslöpare). Han tävlade för klubbarna Heleneholms IF och Enhörna IF.